# Avatar (film 2009)

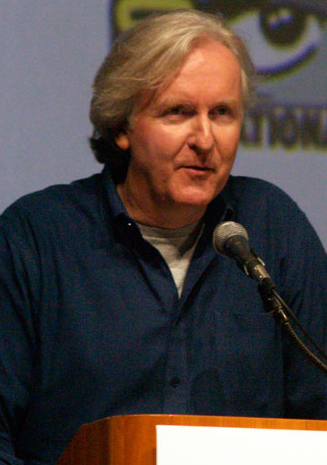
James Cameron promujący film podczas San Diego Comic-Con w 2009

Avatar – amerykański film science fiction z 2009, wyreżyserowany, napisany oraz wyprodukowany przez Jamesa Camerona. Produkcja została wykonana przy użyciu przełomowych technik filmowych. Budżet filmu oficjalnie wyniósł 237 milionów dolarów. Według innych szacunków wynosił od 280 do 310 milionów. Na promocję wydano 150 milionów dolarów.
Światowa premiera filmu odbyła się 10 grudnia 2009 w Londynie. W Polsce zadebiutował on 25 grudnia tego samego roku. Zebrał pozytywne recenzje, a krytycy wysoko ocenili jego przełomowe efekty wizualne. Avatar stał się najbardziej dochodowym filmem wszech czasów (również pierwszym, który osiągnął dwa miliardy dolarów) i pozostawał nim przez niemal dekadę, zanim został wyprzedzony przez Avengers: Koniec gry (2019). W marcu 2021 roku, po ponownym wypuszczeniu filmu w chińskich kinach, produkcja odzyskała ten status. Obraz był nominowany w dziewięciu kategoriach do Nagród Akademii Filmowej, w tym dla najlepszego filmu i najlepszego reżysera. Zdobył ostatecznie trzy statuetki: za najlepszą scenografię, najlepsze zdjęcia oraz najlepsze efekty specjalne. Sukces Avatara spowodował wzrost popularności filmów 3D.

## Fabuła
Akcja filmu rozgrywa się od maja do sierpnia 2154 roku. Główny bohater, Jake Sully (Sam Worthington), to sparaliżowany od pasa w dół weteran. Po śmierci swego brata bliźniaka, Toma, i ze względu na takie samo DNA, otrzymuje propozycję pracy w korporacji RDA w ramach programu Avatar, prowadzonego na księżycu gazowego giganta w układzie Alfa Centauri – Pandorze, zamieszkanym przez rasę humanoidalnych Na’vi. Z ich DNA skrzyżowanego z DNA ludzi hoduje się ciała zwane awatarami. Ludzki kontroler może zdalnie sterować i odczuwać takim ciałem. Na Pandorze Jake zostaje wrzucony w środek narastającego konfliktu między przybyszami z Ziemi a Na’vi, żyjącymi w pełnej harmonii z przyrodą.
Celem ludzi jest pozyskanie z Pandory bardzo drogiego minerału o nazwie unobtainium – nadprzewodnika, zachowującego swoje właściwości nawet w temperaturach pokojowych. Jake, jako awatar, razem z naukowcami: dr Grace Augustine (Sigourney Weaver), Normem Spellmanem (Joel Moore) oraz ich pilotem Trudy Chacon (Michelle Rodriguez), wkracza do lasu w celu prowadzenia badań naukowych. W wyniku ataku dzikich stworzeń, zmuszony do ucieczki Sully odłącza się od reszty i przemierzając bujne lasy Pandory spotyka Neytiri (Zoe Saldaña), córkę wodza lokalnego klanu Na’vi, która ratuje mu życie i widząc w nim wybrańca, przyprowadza go do osady Na’vi, znajdującej się w ogromnym drzewie. Sully okazuje się pierwszym wojownikiem (żołnierzem) obsługującym awatara, jakiego spotkali Na’vi. Zaintrygowany tym faktem wódz postanawia poznać lepiej przybysza. Decyzją matki, duchowej przywódczyni plemienia, Neytiri uczy Jake’a zwyczajów Na’vi.
Równocześnie Jake otrzymuje rozkaz od dowódcy ziemskiego obozu na Pandorze, aby zdobyć zaufanie Na’vi i przekonać ich do zmiany miejsca zamieszkania, gdyż pod ich drzewem znajdują się największe złoża unobtainium w promieniu 200 kilometrów od bazy RDA – korporacji zajmującej się wydobyciem minerału. Natomiast szef ochrony obozu zleca Jake’owi zbadanie dokładnej struktury drzewa oraz jego słabych punktów, by w razie braku porozumienia, móc zaatakować szybko i skutecznie. Nagrodą za wykonanie zadania ma być zapewnienie po powrocie na Ziemię operacji, która przywróci sprawność jego nóg.
Jake’owi udaje się zdobyć zaufanie Na’vi i wkrótce zostaje pełnoprawnym członkiem klanu. Z czasem też zakochuje się w Neytiri, która odwzajemnia jego uczucia i zostaje jego partnerką.
Ponieważ po upływie 3 miesięcy Jake’owi nie udaje się nakłonić Na’vi do opuszczenia drzewa, do akcji wkraczają buldożery i niszczą ważne dla Na’vi Domowe Drzewo. Jake próbuje interweniować, ale bezskutecznie. Miles znajduje w videoblogu Sully’ego informacje o tym, że ludzie nie mają tubylcom do zaoferowania nic, co mogłoby skłonić ich do opuszczenia swojej osady. Jake dostaje godzinę na przekonanie klanu, by się przesiedlili. Wyjawia wtedy Na’vi prawdę o swojej misji i zostaje przez nich uznany za zdrajcę. Awatary, jego i Grace, zostają uwięzione. Wojska Quaritcha atakują drzewo – domy tubylców i powalają je, zabijając przy tym wodza klanu. Nowym wodzem zostaje Tsu'Tey. Przerażeni Na’vi uciekają do swego ostatniego azylu – Drzewa Dusz – najświętszego dla nich miejsca.
Tymczasem w bazie Ziemian, Jake wraz z przyjaciółmi również zostaje uznany za zdrajcę i uwięziony. Trudy, której od początku konfliktu nie podobają się działania ludzi, postanawia ich uwolnić. Podczas ucieczki pułkownik ciężko rani Augustine. Uciekinierzy postanawiają ukryć w worteksie (miejscu skoncentrowania lewitacji na skutek działania unobtainium) kontener, w którym mieści się laboratorium do badań naukowych i z niego łączyć się ze swoimi awatarami. Sully, wiedząc że klan go nienawidzi, decyduje się ujarzmić najgroźniejszego drapieżnika na księżycu – Toruka. Według legend Toruk Makto (osoba ujeżdżająca Toruka) jest wielkim wojownikiem. Na’vi ponownie uznają go za wybrańca. Szamanka Na’vi wraz z Jakiem bezskutecznie próbują uratować umierającą Grace. Jake, jako Toruk Makto, jednoczy klany Pandory. Prosi on także wielką boginię Na’vi – Eywę – o pomoc w walce. Rozpoczyna się wojna.
Quaritch, widząc przygotowujących się do walki mieszkańców Pandory, postanawia zaatakować pierwszy i zniszczyć Drzewo Dusz.
Wojna odbywa się w worteksie, czyli rejonie, w którym nie działają systemy samonaprowadzania rakiet. Walka jest krwawa, ginie wielu Na’vi, m.in. Tsu'Tey, a także ludzi, w tym Trudy. W obliczu klęski tubylców z pomocą przychodzi fauna Pandory, która przechyla szalę zwycięstwa na stronę Na’vi. Ostateczna walka toczy się między Quartichem i Jakiem. Po długich i męczących zmaganiach, gdy los Jake’a jest niemal przesądzony, ratuje go jego ukochana Neytiri, zabijając Milesa dwiema strzałami z łuku.
Wojna dobiega końca. Na’vi wypędzają ludzi ze swego księżyca, pozwalając zostać tylko garstce wybranych. Jake postanawia na stałe przenieść swój umysł do ciała swego awatara, stając się tym samym jednym z Na’vi.

## Obsada
- Sam Worthington – Jake Sully / Tom Sully
- Zoe Saldaña – Neytiri
- Sigourney Weaver – Grace Augustine
- Michelle Rodriguez – Trudy Chacon
- Giovanni Ribisi – Parker Selfridge
- Joel David Moore – Norm Spellman
- CCH Pounder – Mo’at
- Wes Studi – Eytukan
- Laz Alonso – Tsu’Tey
- Stephen Lang – Pułkownik Miles Quaritch
- Matt Gerald – Lyle Wainfleet
- Sean Anthony Moran – Fike
- Dileep Rao – Doktor Max Patel

## Produkcja

### Początek
W 1994 James Cameron napisał wstępny, liczący 80 stron, scenariusz do Avatara. W sierpniu 1996 reżyser ogłosił, że po ukończeniu Titanica nakręci film science-fiction, który będzie wykorzystywał syntetycznych lub generowanych komputerowo aktorów. Koszt projektu oszacowano na około 100 milionów dolarów. Jednak Cameron czuł, że ówcześnie dostępna technologia filmowa nie wystarczy do pełnego zrealizowania wizji, którą zamierzał opowiedzieć. Postanowił przez najbliższe lata skupić się na robieniu filmów dokumentalnych i udoskonalaniu technologii.
W 2005 20th Century Fox przekazało Cameronowi 10 milionów dolarów na nakręcenie klipu do Avatara. Nakręcony materiał, według informacji dziennikarzy, miał zostać pokazany decydentom z wytwórni w październiku tego samego roku. Aby zająć się pracą nad Avatarem (wówczas określanym jako Projekt 880), kanadyjski reżyser ostatecznie wycofał się z realizacji filmu Battle Angel.

### Rozwój projektu i zdjęcia
Od stycznia do kwietnia 2006 Cameron pracował nad scenariuszem i opracowywał kulturę Na'vi. Ich język został stworzony przez dr. Paula Frommera, językoznawcę z Uniwersytetu Południowej Kalifornii.
Okres zdjęciowy rozpoczęto w kwietniu 2007 w Los Angeles i Wellington. Przygotowując sekwencje filmowe, wszyscy aktorzy przeszli profesjonalne szkolenie specyficzne dla ich postaci, obejmujące naukę łucznictwa, jazdy konnej, używania broni palnej i walki wręcz. Uczyli się także mówić w języku Na'vi. Przed nakręceniem filmu Cameron wysłał także obsadę do hawajskich tropikalnych lasów deszczowych.

### Technika
Film został wydany w trzech wersjach: 2D (w formacie 2,39:1), cyfrowej 3D (2,39:1) oraz IMAX 3D (1,44:1).
W produkcji wykorzystano nowoczesne kamery 3D, wiernie naśladujące sposób, w jaki ludzkie oczy widzą przestrzeń, zmieniając odległość pomiędzy obiektywami różniącymi się kątem patrzenia.
Firma Weta Digital, główny twórca efektów specjalnych w filmie, stanęła przed zadaniem stworzenia sekwencji filmowych zawierających 800 w pełni wygenerowanych cyfrowo postaci, poruszających się w wystylizowanych, sztucznych środowiskach. Moc obliczeniowa wymagana do obróbki ujęć z filmu Avatar była większa niż jakiekolwiek zamówienie przyjęte do tej pory przez Weta, zwróciła się więc ona o pomoc do NVIDIA. Wspólnie opracowano nowy silnik przedobliczeniowy, nazwany PantaRay, pozwalający włączyć obliczenia o wysokiej wydajności do potoku produkcyjnego firmy Weta. Ujęcie z helikoptera pokazujące setki stworzeń lecących nad wodą z wielką zalesioną górą w tle zostało obliczone dzięki PantaRay w zaledwie półtora dnia.
Około 60% filmu to efekty CGI (ang. Computer Generated Imagery). Pojawiający się w filmie Na’vi zostali wykreowani przez komputer, który ruchy aktorów przetwarzał za pomocą technologii motion capture, po czym generował odpowiednie postacie. Do uzyskania tego efektu wykorzystano m.in. nowoczesną technikę Image Metrics.

## Promocja
23 lipca 2009 na San Diego Comic-Conie pokazano 25-minutowy fragment filmu.
Pierwsze zdjęcie z filmu zostało opublikowane 14 sierpnia 2009. 20 sierpnia 2009 udostępniono w internecie pierwszy zwiastun. Zyskał on bardzo wielką popularność. Kolejna zapowiedź filmu pojawiła się 23 października 2009. W tym samym czasie promocyjne fotosy z Avatara zostały opublikowane z magazynie Empire.

## Odbiór

### Premiera
Uroczysta premiera filmu miała miejsce 10 grudnia 2009 w Londynie. Na całym świecie Avatar został wydany pomiędzy 16 a 18 grudnia. Pierwotna data premiery (22 maja 2009), została przesunięta, aby dać więcej czasu na postprodukcji. Chciano również dać więcej czasu kinom na całym świecie na zainstalowanie projektorów 3D.
Avatar został wydany łącznie w 3457 kinach w Stanach Zjednoczonych, z czego w 2032 kinach w trybie 3D. W sumie 90% całej sprzedaży biletów filmu w przedsprzedaży dotyczyło pokazów 3D. Na całym świecie Avatar otworzył się w sumie na 14 604 ekranach (3671 pokazywało film w 3D) w 106 krajach.

### Box office
Do 2019 roku był najbardziej dochodową produkcją, bez uwzględnienia inflacji. Jest to też pierwszy film, z którego zysk przekroczył granicę 2 miliardów dolarów. Wpływy z tytułu sprzedanych biletów na dzień 7 grudnia 2010 wyniosły 2 781 505 847 dolarów amerykańskich. Film odebrał pierwsze miejsce należące do Titanica, którego reżyserem także jest James Cameron.
Według statystyk zamieszczonych na stronie internetowej Box Office Mojo, po uwzględnieniu inflacji film plasuje się na 14. miejscu pod względem przychodów w Stanach Zjednoczonych. Według tych statystyk najbardziej dochodowym filmem w USA pozostaje Przeminęło z wiatrem, którego zysk po przeliczeniu na dzisiejsze pieniądze ponad dwukrotnie przekracza przychód filmu Avatar.
Szacowany budżet filmu wyniósł ok. 237 mln dolarów i w momencie premiery obraz ten był czwartym najdroższym filmem w historii kina (wraz z kosztami marketingu łączny koszt wprowadzenia go do kin szacuje się na 460 milionów $). Okazał się hitem kasowym – już w pierwszych 17 dniach wyświetlania zarobił na całym świecie ponad miliard dolarów.

### Krytyka w mediach
Film spotkał się z pozytywną reakcją krytyków. W serwisie Rotten Tomatoes 82% z 306 recenzji jest pozytywne, a średnia ocen wyniosła 7,43 na 10. Na portalu Metacritic średnia ocen z 35 recenzji wyniosła 83 punkty na 100.

### Kontrowersje
Po premierze filmu odnotowano przypadki depresji u widzów, pragnących żyć na Pandorze. Brytyjski serwis „Telegraph” donosi o autorach blogów i mikroblogów nie mogących pogodzić się z faktem, że fantastyczny świat ukazany w obrazie Jamesa Camerona nie istnieje. Z tęsknoty za Pandorą, oraz niemożności bycia jednym z Na’vi niektórzy młodzi ludzie mają rzekomo rozważać nawet popełnienie samobójstwa w nadziei, że po śmierci odrodzą się w świecie choć trochę podobnym do Pandory. Reżyser komentując te pogłoski zalecił wszystkim nieszczęśliwym „spacer w lesie i przypomnienie sobie przyrody, którą mamy tutaj”.

### Nagrody i nominacje
- Złote Globy 2010[46]:
  - Najlepszy film dramatyczny (wygrana)
  - Najlepszy reżyser – James Cameron (wygrana)
  - Najlepsza muzyka – James Horner (nominacja)
  - Najlepsza piosenka – James Horner, Simon Franglen i Kuk Harrell – „I See You (Theme from Avatar)” (nominacja)
- Oscary 2010:[47]
  - Najlepszy film – James Cameron i Jon Landau (nominacja)
  - Najlepszy reżyser – James Cameron (nominacja)
  - Najlepsza scenografia i dekoracja wnętrz – Rick Carter, Robert Stromberg i Kim Sinclair (wygrana)
  - Najlepsze zdjęcia – Mauro Fiore (wygrana)
  - Najlepszy montaż – Stephen Rivkin, John Refoua i James Cameron (nominacja)
  - Najlepsza muzyka – James Horner (nominacja)
  - Najlepszy dźwięk – Christopher Boyes, Gary Summers, Andy Nelson i Tony Johnson (nominacja)
  - Najlepszy montaż dźwięku – Christopher Boyes, Gary Summers, Andy Nelson i Tony Johnson (nominacja)
  - Najlepsze efekty specjalne – Joe Letteri, Stephen Rosenbaum, Richard Baneham i Andrew R. Jones (wygrana)
- Nagrody Brytyjskiej Akademii Filmowej (BAFTA) 2010:[48]
  - Najlepszy film – James Cameron i Jon Landau (nominacja)
  - Najlepszy reżyser – James Cameron (nominacja)
  - Najlepsza scenografia i dekoracja wnętrz – Rick Carter, Robert Stromberg i Kim Sinclair (wygrana)
  - Najlepsze zdjęcia – Mauro Fiore (nominacja)
  - Najlepszy montaż – Stephen Rivkin, John Refoua i James Cameron (nominacja)
  - Najlepsza muzyka – James Horner (nominacja)
  - Najlepszy dźwięk – Christopher Boyes, Gary Summers, Andy Nelson i Tony Johnson (nominacja)
  - Najlepsze efekty specjalne – Joe Letteri, Stephen Rosenbaum, Richard Baneham i Andrew R. Jones (wygrana)
- ADG (Amerykańska Gildia Scenografów) w kategorii „najlepsza scenografia w filmie fantasy” (wygrana)

### Upamiętnienie
Na cześć filmu nazwano opisany w 2019 roku gatunek nowozelandzkiego motyla, Arctesthes avatar.

## Marketing
12 stycznia 2010 odbyła się premiera książki Avatar Jamesa Camerona autorstwa Dirka Mathisona, zawierająca szczegółowe informacje na temat astronomii oraz geologii Pandory, kultury Na’vi, fauny i flory księżyca, technologii ziemskiej na Pandorze, oraz 13-stronicowy słownik języka Na’vi.
Kolejnym powiązanym produktem była gra komputerowa James Cameron's Avatar: The Game. Powstały też m.in. figurki i znaczki nawiązujące do filmu.

## Kontynuacje
W styczniu 2011 James Cameron poinformował, że Avatar 2 najprawdopodobniej wejdzie do kin w okresie świąt Bożego Narodzenia 2014, a Avatar 3 w 2015. Jednak w lipcu 2012 reżyser stwierdził, że nie ma szans na premierę Avatara 2 w 2014 roku i być może nastąpi ona dopiero w roku 2016. Premierę przesunięto ze względu na skalę przedsięwzięcia. Ujawniono też, że akcja sequela Avatara będzie rozgrywać się w wodach oceanu księżyca Pandora, a w trzeciej części przeniesie się na inne planety. Także w 2012 roku reżyser zdradził, że planuje film Avatar 4, który będzie prequelem Avatara.
Zdjęcia do Avatara 2 i 3 kręcono, z przerwami, od 2017 roku, przy czym najpierw zrealizowano zdjęcia z wykorzystaniem motion capture. Druga część, pod tytułem Avatar: Istota wody weszła do kin 16 grudnia 2022, a kolejne mają się pojawiać co dwa lata. Pod koniec 2022 roku zdjęcia do części 3. były już ukończone, rozpoczęto główny okres zdjęciowy Avatara 4, a część 5. miała przygotowany scenariusz. Cameron wspomniał o możliwości nakręcenia części 6. i 7.